# Eois macrozeta
Eois macrozeta är en fjärilsart som beskrevs av Claude Herbulot 1988. Eois macrozeta ingår i släktet Eois och familjen mätare. Inga underarter finns listade i Catalogue of Life.